# Улісс (роман)
«Улі́сс» (англ. Ulysses) — роман ірландського письменника Джеймса Джойса, вперше надрукований частинами в США в журналі «The Little Review» з березня 1918 р. по грудень 1920 р. Роман в цілому опублікувала Сільвія Біч (Sylvia Beach) 2 лютого 1922 в Парижі. Вважається найвизначнішим твором модернізму.
«Улісс» — це хроніка подорожі Дубліном головного персонажа роману Леопольда Блума протягом одного дня, 16 червня 1904. Назву пов'язують з героєм поеми Гомера Одіссеєм (латинізоване ім'я — Улісс). Є багато паралелей, явних і прихованих, між двома творами, наприклад, Леопольд Блум — Одіссей, Моллі Блум — Пенелопа, Стівен Дедал — Телемах. 16 червня фанати Джойса святкують День Блума або ж Блумсдей (англ. Bloomsday).
Роман складається з 250 тис. слів, із них 30 тис. слів унікальні. Основні видання налічують від 644 до 1000 сторінок. Поділений на 18 «епізодів», об'єднаних у три частини. Роман є об'єктом багатьох полемік і досліджень із моменту його публікації, починаючи з давніх звинувачень в непристойності до текстологічних «Джойсівських війн» («Joyce Wars») щодо прихованого змісту, що тривають донині. Видатна техніка потоку свідомості, використана в «Уліссі», це ретельна побудова і надзвичайно експериментальна проза, сповнена гри слів, пародій і алюзій, а також кумедні характеристики і незашорений гумор роблять книгу найшанованішим романом в пантеоні модернізму.
Номер 3 у Рейтингу 100 найкращих книг усіх часів журналу «Ньюсвік». Книги з першого тиражу «Улісса» є найдорожчим друкарськими виданнями ХХ століття. Ціна на них починається від 100 тисяч фунтів (175 тисяч доларів), (дослідження букіністичних магазинів і аукціонів журналом «Book & Magazine Collector»). Перше видання «Улісса» було віддруковане в Парижі в 1922 році. Його тираж склав всього тисячу екземплярів. Сто з них Джойс підписав власноручно. У 2004 році один з паризьких томів з автографом письменника був проданий на аукціоні Sotheby's в Нью-Йорку за 288 тисяч доларів (160 тисяч фунтів).

## Побудова і тематика
«Улісс» поділяється на 3 основні частини та 18 глав. В оригіналі роман не має назв глав, автор лише ототожнював їх з персонажами «Одіссеї» в своїх листах. Літературознавці Стюарт Гілберт і Карло Лінаті пропонували схеми з глибшим символізмом, де кожній главі відповідає також колір, наука/мистецтво, органи тіла тощо.
Між «Уліссом» Джойса та «Одіссеєю» Гомера зумисне проведено багато паралелей. «Улісс» розгортає події «Одіссеї» в приземлених подіях життя сучасників Джеймса Джойса, котрі відбуваються впродовж одного дня в Дубліні. Героя Одіссея тут замінює Леопольд Блум, а багаторічна подорож прототипа постає для нього в формі не зовсім звичайних, проте буденних занять, як-от відвідання похоронів і підглядання за коханцем своєї дружини. Характеристики персонажів «Одіссеї», ототожнені з главами, відповідають змісту глав. Наприклад, Протей був морським богом, здатним перетворюватися на різних тварин; персонаж Стівен у главі «Протей» поринає в роздуми, перевтілюючись в уяві на різних мислителів, колишнього самого себе і т. ін. У главі «Аїд» описуються похорони, Аїд у давніх греків — володар царства мертвих. Деякі паралелі з «Одіссеєю» не такі явні. Наприклад, женихи, що прийшли свататися до Пенелопи — Одіссеєвої дружини, постають в романі колишніми залицяльниками Моллі — дружини Леопольда, спливаючи в її спогадах. Коли в Блума жбурляють пляшку — це відсилає до скелі, котру циклоп Поліфем жбурнув услід Одіссеєві. Таким чином «Улісс» місцями пародіює та висміює «Одіссею», зводячи фантастичні події до нікчемних випадків.

Кожна глава має натяк на якусь частину людського організму, таким чином увесь твір ніби складає ціле тіло. Кожен епізод крім того прив'язаний до біографії самого Джеймса Джойса. Події починаються у вежі, де автор насправді мешкав у 1904 році, а переміщення персонажів відповідають дійсним маршрутам, якими ходив Джойс. Тема повернення додому в Джойса обернена — якщо Одіссей шукає дому як місця спокою, долаючи численні небезпеки та спокуси, то Блум навпаки знаходить поза домом насолоди чи просто різноманітність, а дім приносить йому нудьгу та страждання.

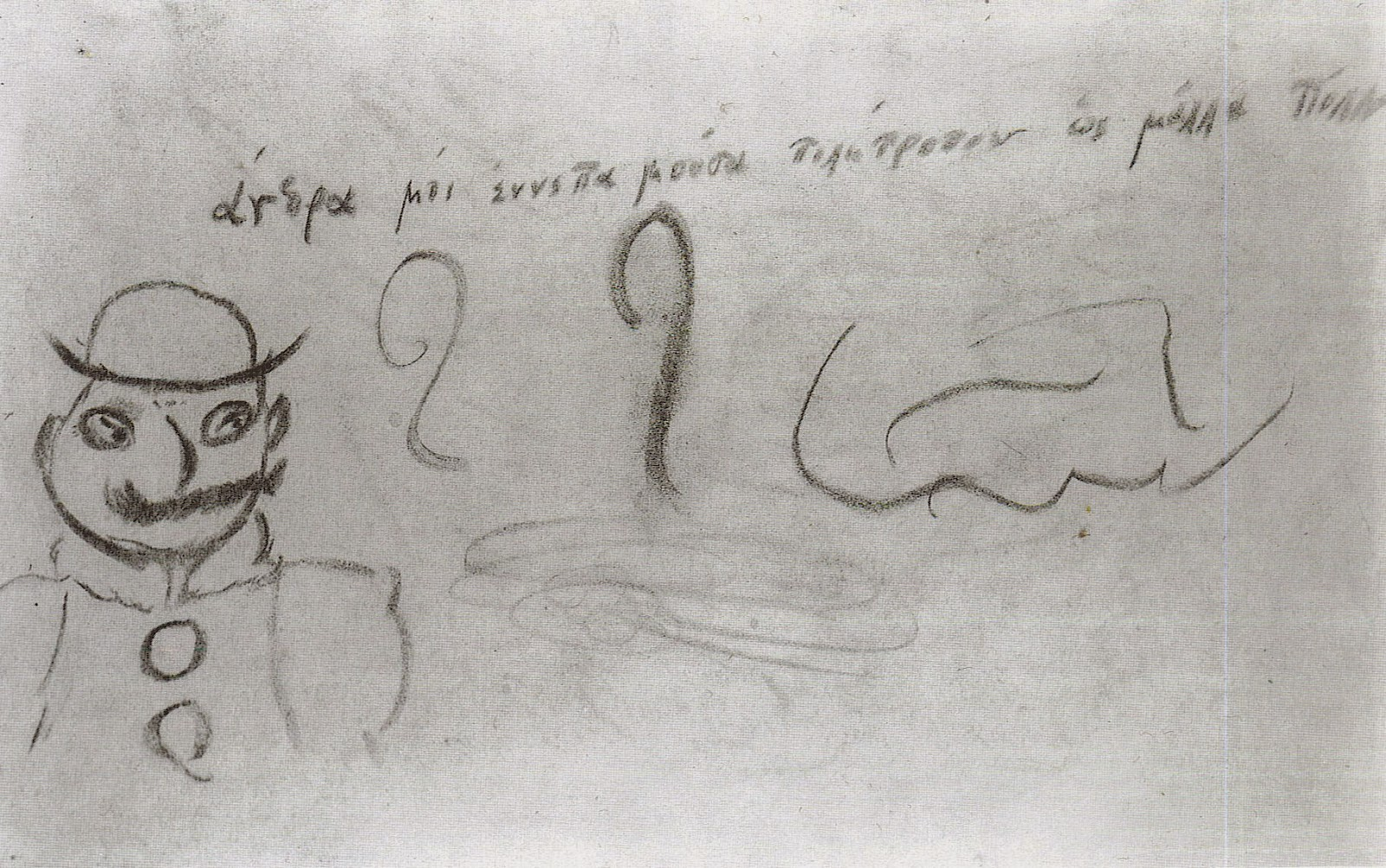
Леопольд Блум, ескіз Джеймса Джойса

Леопольд Блум, з точки зору котрого наводяться ці деталі та який виступає центральним персонажем, втілює собою пересічну, звичайну людину, вульгарність якої сприймається нею за належне. Герой модернізму, котрим він і є — це людина, не наділена якими-небудь недосяжними якостями. Тоді як Одіссей — герой і особистість непересічна, Блум не здійснює нічого героїчного та охоче перебуває під владою своїх приземлених бажань. Аналогічно його дружина Моллі, що відповідає Пенелопі, не зразок піднесеної вірності, а навпаки втілена плотська жіночність. Роману загалом притаманне зосередження уваги на фізіології: від описів страв, приготованих з частин тіла тварин, до зовнішності героїв та фізіологічних процесів. Місцями автор вдається до непривабливого натуралізму: персонажі випорожнюються, мочаться, описується поїдання ними їжі, заглиблення в тему сексуального фетишизму.

## Сюжет
Дія роману відбувається 16 червня 1904 року.

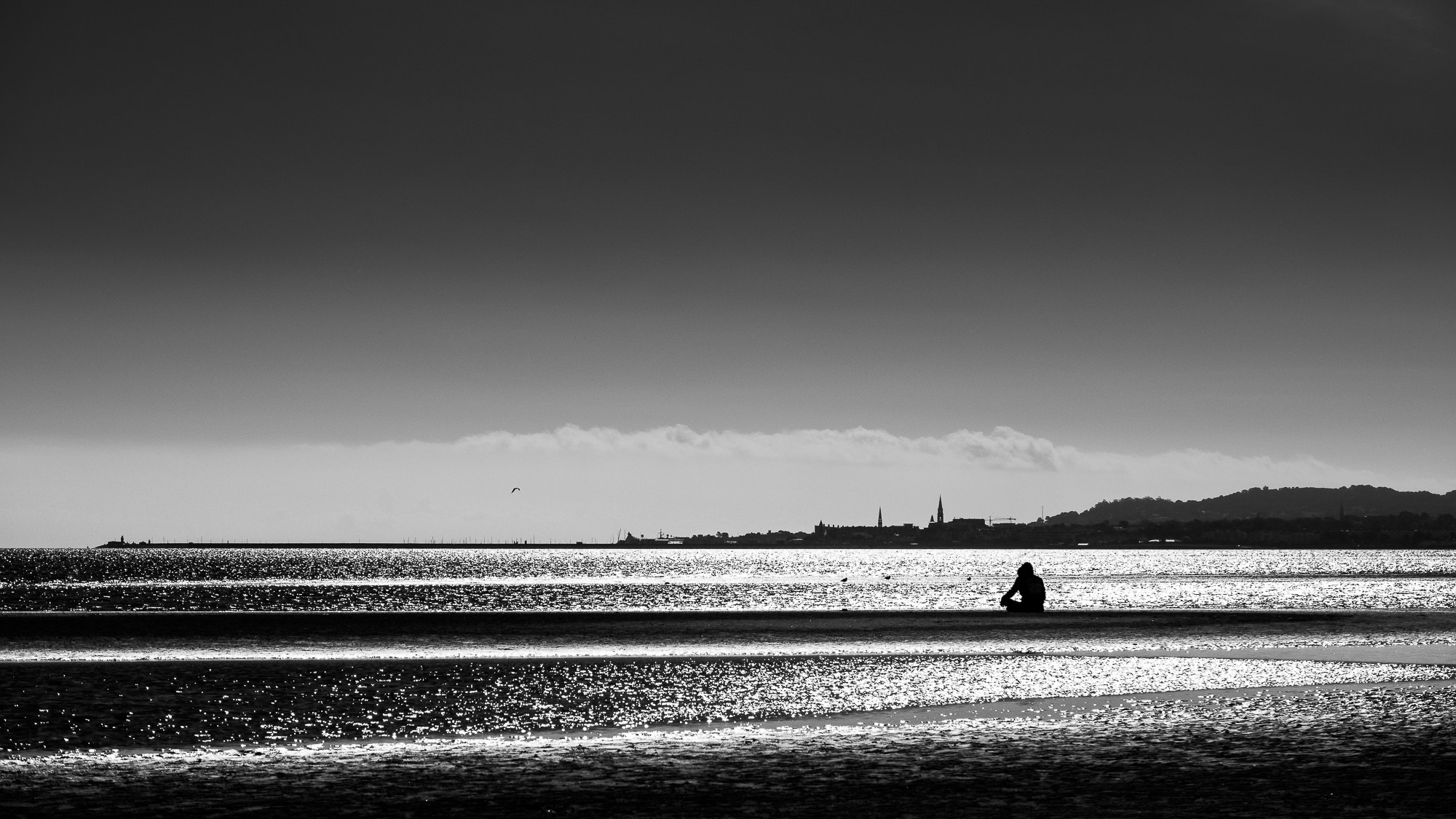
Пляж Сендімаунт, яким прогулювався Стівен

### Частина перша
Телемах. О 8:00 студент-медик Бак Мулліган кличе молодого вчителя й письменника Стівена Дедала на дах вежі Сендікове Мартелло, де вони обоє мешкають. Мулліган недоречно жартує про нещодавно померлу матір Стівена. Той у свою чергу обурений, що Мулліган покликав на вежу англійського студента Гейнса, котрий вночі стріляв з рушниці через марення. Зрештою Мулліган, Дедал і Гейнс снідають і йдуть до берега. Мулліган вимагає від Стівена ключ від вежі та позичити трохи грошей. Стівен іде геть, заявивши, що не повернеться до вежі.
Нестор. Стівен веде в школі урок історії про перемогу Пірра Епірського. Учні не слухають його, а Стівен знає, що не може на них вплинути, бо в тих багаті батьки. Після занять Кирило Саргент лишається зі Стівеном, щоб той показав йому вирішення вправи з алгебри. Стівен відвідує директора Гарретта Дізі, від якого отримує статтю про ящур, яку йому доручено відвезти в редакцію журналу «Freeman's». Вони обговорюють історію Ірландії та роль євреїв у економіці.
Протей. Стівен вирушає дорогою прогулятися пляжем, де обмірковує різні філософські концепції, свою сім'ю, студентство та смерть матері. Він користується уривками різних творів, складними термінами, що зливаються в потік свідомості. Стівен лягає між каменів та спостерігає за парою, чий собака мочиться на скелю.

### Частина друга

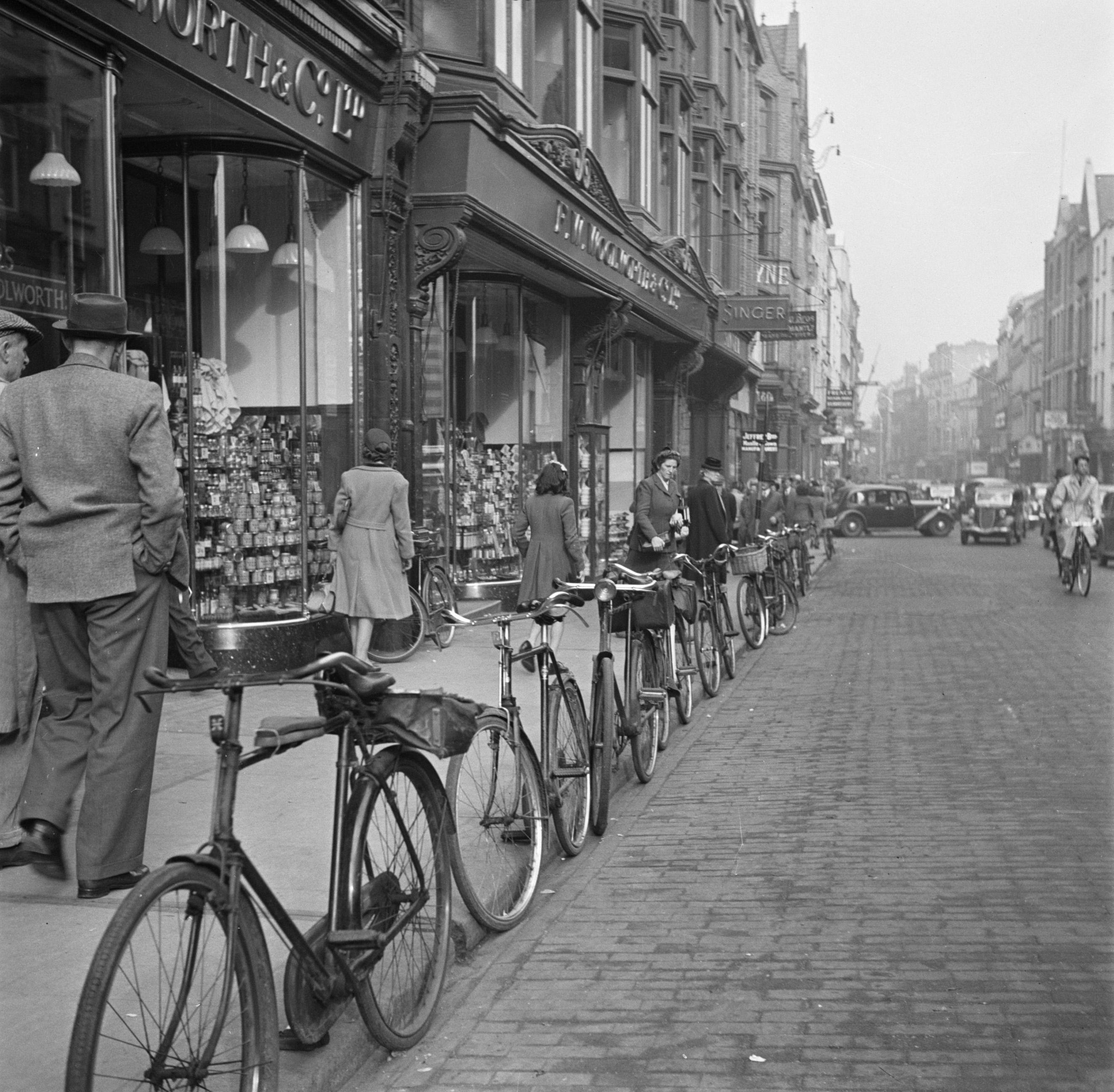
Вулиці старого Дубліна

Каліпсо. Паралельно в 8:00 за містом починається історія рекламного агента Леопольда Блума. Блум вирішує піти до м'ясника, щоб придбати свинячу нирку на сніданок. Повернувшись додому, він готує сніданок і приносить страву дружині Моллі в ліжко разом з ранковою поштою. Один з листів — від її концертного менеджера Блейз Бойлана з пропозицією зустрітися о 16:00. Блум підозрює, що дружина зраджує йому. Потім він читає лист від їхньої дочки Міллі, яка розповідає про свої успіхи. Після цього Блум випорожнюється в нужнику, читаючи журнал.
Лотофаги. Блум прямує до поштового відділення, де отримує любовний лист, підписаний «Мартою Кліффорд» у відповідь на його оголошення про пошуки секретарки. Він зустрічає знайомого, і поки вони спілкуються, Блум підглядає за жінкою в панчохах, але йому заважає трамвай, який проїжджав повз. Далі він читає лист в алеї, вештається біля церкви й замислюється над теологією. У священика є написи на спині I.N.R.I. чи I.H.S.; Леопольд згадує, що Моллі вважала, ніби вони означають «I have sinned» чи «I have suffered», і «Iron nails ran in». Незабаром Блум купує брусок мила та зустрічає іншого знайомого, Бантама Лайонса, котрий дає йому пораду зі ставок у кінних перегонах. Нарешті, Блум іде до лазні.
Аїд. Блум вирушає на 11:00 на похорони свого знайомого, Падді Дігнема. В кареті він веде короткі розмови з пасажирами, серед яких є і батько Стівена. Пасажири обговорюють різні форми смерті та поховання, і Блум занурюється в думки про померлого сина Руді та самогубство власного батька. Вони входять до каплиці на службу і згодом виходять з похоронною процесією. Блум під час поховання бачить таємничого чоловіка, що носить макінтош. Блум продовжує міркувати про смерть, але наприкінці епізоду відкидає ці думки, щоб прийняти «тепле повнокровне життя».
Еол. В офісі журналу «Freeman's» Блум намагається розмістити оголошення, проте марно через дратівливість редактора. В той же час туди прибуває Стівен, який потім веде редактора та інших людей у паб, розповідаючи анекдот про «двох весталок Дубліна». Епізод розбитий на короткі сегменти за заголовками в газетному стилі і характеризується великою кількістю риторичних фігур та прийомів.
Лестригони. Ближче до обіду Блум думає про їжу. Він зустрічає Джозі Брін, в яку колись був закоханий, чує звістку про чергову вагітність місцевої багатодітної жительки Майни П'юефой, і допомагає сліпому хлопчикові перейти вулицю. Він заходить у ресторан готелю «Бертон», де його обурюють манери тамтешніх відвідувачів. Блум вирішує за краще піти в паб Деві Берна, де розмірковує про перші дні його стосунків з Моллі. Потім він роздумує що їли грецькі боги й богині, та чи є в їхніх статуй в Національному музеї такі деталі, як ануси. Виходячи з пабу, Блум прямує до музею, але помічає Бойлана та вирішує прослідкувати за ним, але врешті звертає.

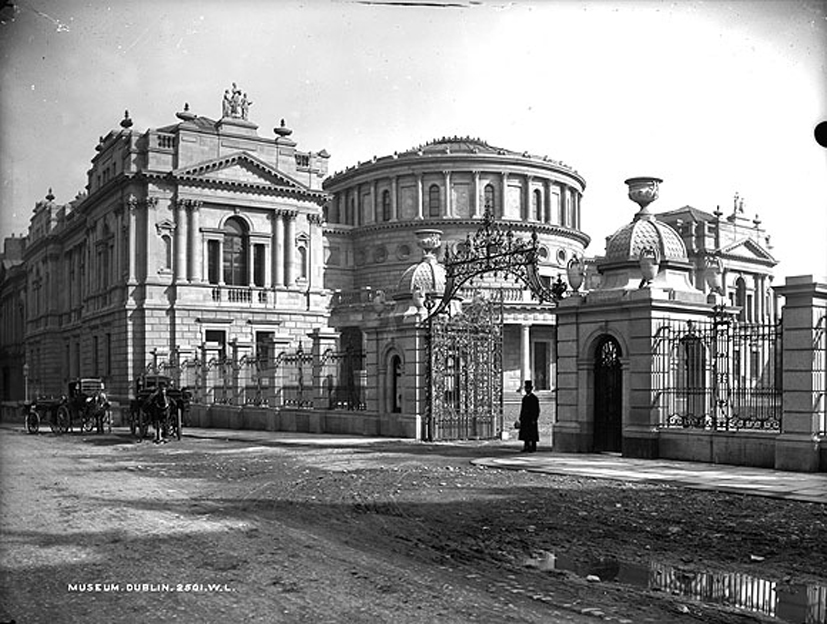
Національна бібліотека, де зустрічаються персонажі роману

Сцилла і Харибда. У Національній бібліотеці Стівен о 14:00 пояснює кільком ученим свою біографічну теорію творів Шекспіра, зокрема «Гамлета». На його думку, в основу твору покладено зраду Шекспірової дружини. Тоді Блум входить до Національної бібліотеки, щоб розшукати в архіві своє старе оголошення. Випадково він на мить зустрічається зі Стівеном, який пригнічений думкою, що його не сприймають належним чином, на відміну від Муллігана.
Мандрівні скелі (Сімплегади). Різні персонажі блукають вулицями Дубліна. Мулліган і Гейнс зустрічаються в кав'ярні, обговорюючи недоліки Стівена. Епізод закінчується розповіддю про кавалькаду лорда лейтенанта Ірландії Вільяма Ворда, графа Дадлі, з яким стикаються різні персонажі роману.
Сирени. Блум вечеряє з дядьком Стівена в готелі, а коханець Моллі, Блейз Бойлан, влаштовує з нею побачення. Поївши, Блум спостерігає за офіціантками та слухає спів Стівенового батька та інших. Його бентежать уявні картини того, як дружина в цей час зраджує йому з Бойланом.
Циклопи. Оповідь ведеться від імені безіменного жителя Дубліна. Той о 17:00 вирушає в паб, де сидять націоналісти, чиї розмови обурюють оповідача. На нього нападає затятий антисеміт, названий Громадянином. Блум, який сидів у цьому ж пабі, нагадує Громадянину, що його Спаситель був євреєм. Коли Блум покидає паб, Громадянин жбурляє вслід бляшанку, але не влучає. На фоні звучать балачки присутніх про юридичні справи, уривки з Біблії та ірландську міфологію.
Навсікая. Близько 20-ї години молода неодружена жінка на ім'я Герті сидить на скелях біля берега з двома подругами — Сіссі й Еді, котрі прийшли з малими дітьми. Герті, балакаючи з ними, замислюється про кохання, шлюб та жіночність. Тим часом темніє, а Блум спостерігає за цією компанією здалеку. Підглядаючи за жінками, Блум мастурбує і його еротичні фантазії змішуються з реальністю. Він еякулює в мить, коли над сусіднім ринком запускають фейєрверк. Потім Герті йде і Блум зауважує, що вона кульгає, а його годинник спинився о пів на п'яту. Після низки роздумів він вирішує відвідати Майну П'юефой у пологовому будинку.
Бики Сонця. Блум відвідує пологовий будинок близько 22-ї, де вже третю добу народжує багатодітна Майна П'юефой, чим вона й стала відома в місті. Блум зустрічає Стівена, який випив зі своїми друзями-медиками та випиває з ними, чекаючи обіцяного приїзду Бака Муллігана. Він роздумує про дружину і свого померлого сина. Навколишні починають говорити про фертильність, контрацепцію та аборти. Народження сина Майни П'юефой група святкує в пабі. Главу побудовано так, що її мова відображає еволюцію англійської мови.
Цирцея. Стівен і його товариш Лінч в'їжджають опівночі в район червоних ліхтарів. Блум вирушає слідом і виявляє їх у борделі Белли Коген в компанії повій. Сп'янілий, він бачить галюцинації на тему своїх сексуальних фетишів, фантазій і провин. Йому ввижається суд, де бачені впродовж дня жінки влаштовують над ним розправу. Блум стає свідком як Стівен переплачує за отримані послуги. Стівену ж ввижається повсталий труп його матері. Нажаханий, він розбиває люстру й тікає. Блум платить Беллі за його збитки й женеться за Стівеном. Він бачить як Стівен сперечається з англійським солдатом Карром, який б'є Стівена за образу короля. Приїжджає поліція, а Блум споглядає видіння свого померлого сина. Цей епізод написано як сценарій вистави.

### Частина третя
Евмей. Спантеличені Блум і Стівен приходять до чайної, де стикаються з п'яним моряком Мерфі та власником чайної на прізвисько Козолуп. Їхні розмови плутані і здебільшого складно сказати кому належать чиї слова. Блум відчуває потяг до Стівена та запрошує його додому.
Ітака. Блум повертається додому зі Стівеном о другій ночі, де заварює йому какао. Вони обговорюють культурні та мовні відмінності між ними, публікацію оповідань Стівена. Блум пропонує заночувати в нього. Стівен відмовляється від пропозиції Блума. Обоє мочиться на задньому подвір'ї, Стівен зникає в темряві та блукає містом, а Блум лягає спати в ліжко до Моллі. Вона прокидається і наполегливо розпитує як минув день.
Пенелопа. Моллі думає про чоловіка й коханця, її колишніх шанувальників, початок сімейного життя з Леопольдом, події дня, її дитинство в Гібралтарі та покинуту кар'єру співачки. В думках Моллі міститься натяк на лесбійські стосунки в юності з подругою Гестер Стенхоуп. Ці думки періодично перериваються відволіканнями, такими як свист поїзда або необхідність піти в туалет. Моллі згадує різні буденні клопоти та, наостанок, — як прийняла пропозицію одруження багато років тому.

## Паралелі з «Одіссеєю»

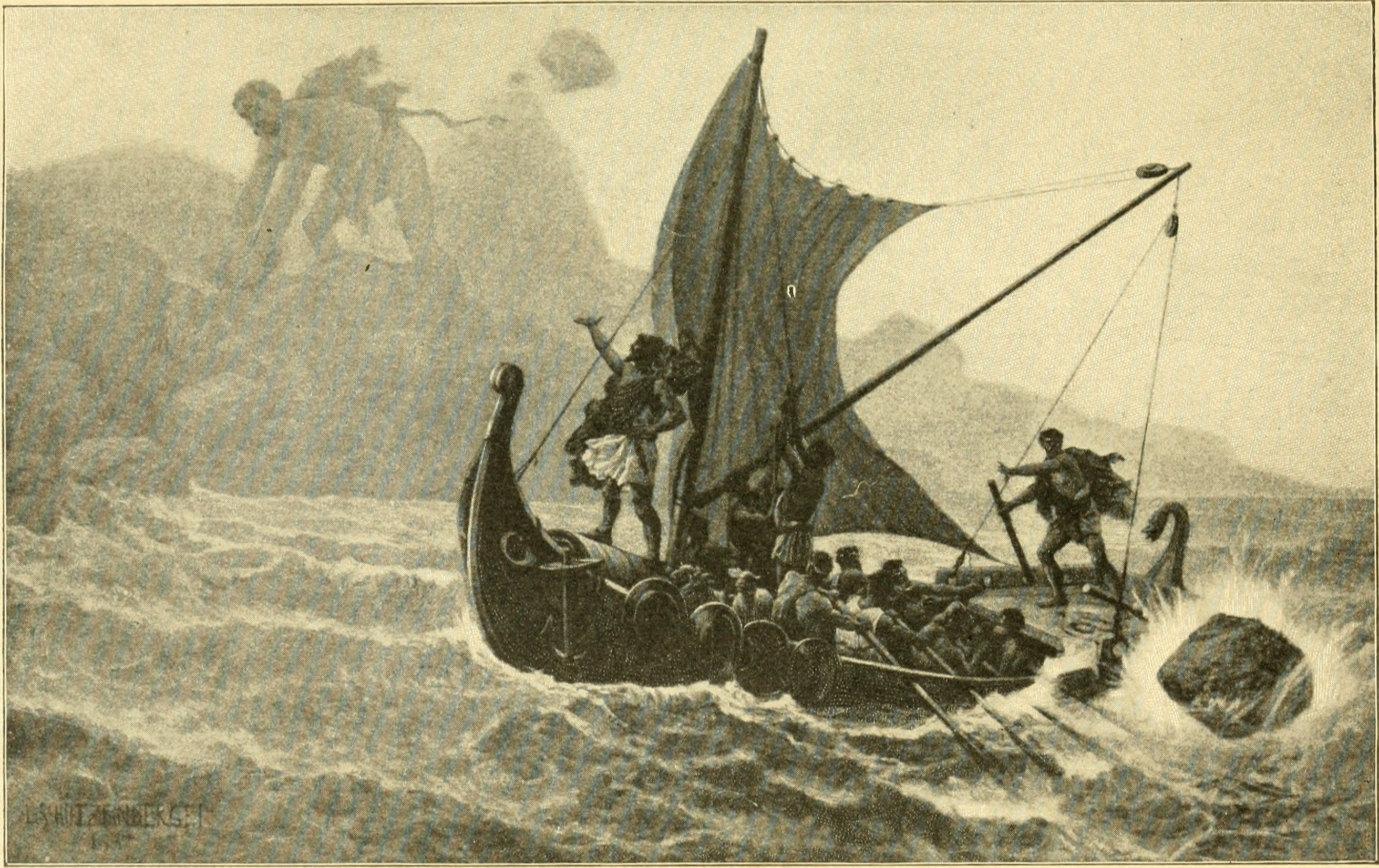
Одіссей-Улісс із товаришами рятуються від циклопа

Українське видання «Улісса» наводить такі паралелі з «Одіссеєю»:
Телемах. Як Телемах на початку «Одіссеї» виявляється бездомним через нахабних материних женихів, так і Стівена виживають з дому його товариші.
Нестор. Телемах подався до Нестора, щоб довідатися, що його батька спіткало нещастя, та вислуховує від Нестора про Троянську війну. В Джойса це зустріч Дедала з директором школи.
Протей. Телемах довідується від Менелая, як тому поталанило впіймати морського бога Протея, здатного змінювати форму. Також Менелай розповідає про Уліссові пригоди. Стівен Дедал же бореться із Протеєм власного інтелектуального моря, мандруючи й надихаючись, відповідно, приморськими пісками та баговиннями Сендімаунта.
Каліпсо. В Гомера німфа Каліпсо закохується в Одіссея та тримає в полоні сім років, хоча й оточеного благами, поки боги не наказують відпустити його. В Джойса Блум уранці полишає вдома дружину, життя з якою видається йому таким же полоном.
Лотофаги. Супутники Улісса з'їдають лотоси, що змушує їх забути мету подорожі. Блум же пасивно сприймає навколишній світ, потопаючи в буденності.
Аїд. Блумові відвідини цвинтаря з нагоди похорону Педді Дігнема вторують Одіссеєвому сходженню в Аїд у Гомера.
Еол. Бог вітрів Еол допоміг Уліссові, подарувавши міх із вітрами, який мандрівники необачно відкрили і це збило їх з курсу. Допомогти вдруге Еол відмовився. У Джойса редактор газети обіцяє Блумові надрукувати його рекламу, а потім грубо виганяє.
Лестригони. Одіссей із товаришами тікають від людоїдів-лестригонів, побачивши їхню трапезу. Блум жахається манерам відвідувачів ресторану та шукає кращого місця пообідати.
Сцілла і Харибда. Герой епосу опиняється перед морськими чудовиськами. У Джойса Стівен Дедал опиняється перед поважними вченими, проти яких програє в ораторському мистецтві.
Мандрівні скелі. Гомерові рухомі скелі, що загрожують розтрощити корабель, у Джойса постають лабіринтами вулиць Дубліна.
Сирени. В «Одіссеї» Улісса та його товаришів намагаються заманити в пастку співом сирени. Герой рятується, запечатавши вуха товаришів воском, а сам, лишивши вуха відкритими, прив’язався до щогли. У Джойсового «Улісса» сиренами виступають дівчата в ресторані готелю.
Циклопи. Гомеровому одноокому циклопові Поліфему в Джойса відповідає егоїстично-бундючний і націоналістично-непримиренний Громадянин, якому протистоїть лагідний та миролюбний Блум.
Навсікая. В «Одіссеї» царівна Навсікая знаходить на березі моря знеможеного Улісса й веде його до палацу свого батька, царя феаків Алкіноя. У Джойсовому «Уліссі» нею постає юна дівчина Герті МакДауелл, непрямо фліртуючи з Блумом, виснаженим після втечі з ресторану, де сиділи націоналісти.
Бики Сонця. Як Одіссеєві товариші, попри заборону свого проводиря, повбивали священних биків Сонця, так і чоловіки, що прибули морально підтримати породіллю, поводяться розкуто та блюзнірськи.
Цирцея. Як гомерівська чаклунка Цирцея перетворює Уліссових товаришів на свиней, так Белла Коген розігрує еротичну гру, в якій обертає Блума на жінку — Блуму.
Евмей. Гомерів Одіссей, повернувшись на рідну Ітаку, домовляється з вірним свинопасом Євмеєм, як перемогти нахабних женихів, що домагаються Пенелопиної руки. Чайна відповідає Євмеєвій хижі, а Козолуп — самому Євмеєві. Блум відкривається Стівенові, а той — Блумові, вторуючи возз’єднанню Одіссея з його сином Телемахом.
Ітака. У Гомера Одіссей із Телемахом убивають женихів, а в Джойса перемога Блума над своїми суперниками, що існують в уяві Моллі, моральна.
Пенелопа. Одіссей після всіх пригод воз'єднується з Пенелопою. Блум опиняється в свідомості Моллі на місці інших чоловіків, знаходячи спокій після бурхливого дня.

## Цензура
Створення роману тривало 7 років, а публікація відбувалася частинами в американському журналі «The Little Review». Вона розпочалася в березні 1918 й тривала по грудень 1920 року. Повний тест був виданий у Парижі Сільвією Біч 2 лютого 1922 року. Ще за перших публікацій глава «Навсікая» став предметом судових звинувачень у порнографії з огляду на Комстоцький акт 1873 року. Хоча в 1919 році уривки роману з'явилися в лондонському літературному журналі «The Egoist», повний текст був заборонений у Великій Британії до 1936 року. Оскільки Джеймс Джойс вважав, що книга повинна вийти друком на його 40-у річницю, він домігся її видання в Франції і на день народження, 2 лютого 1922 року, як і сподівався, отримав три перших примірника роману.
Опис мастурбації головного героя зумовив судове переслідування роману в США. Спершу були заборонені перші три глави, до чого спонукав Джон Саммер, секретар Нью-Йоркського товариства протидії розпутству. Історик права Едвард де Грація втім стверджував, що лише деякі читачі могли розпізнати серед метафор оргазм Леопольда. Айрін Гаммел продовжила це твердження, припустивши, що звинувачення «The Little Review» в порнографії були зумовлені не самим романом Джойса, а з'явилися після уваги цензорів до віршів баронеси Ельзи Фрейтаг-Лорінгофен, опублікованих одночасно з епізодами «Улісса». В 1921 році суд постановив, що твір є порнографічним, тож публікувати й зберігати «Улісс» у США було заборонено. Впродовж 1920-х років Поштова служба США спалювала виявлені примірники роману.
У 1933 році видавництво Random House і юрист Морріс Ернст організували імпорт французького видання. Пізніше книгу виявили і екземпляр був конфіскований митницею, що зумовило судове засідання. 6 грудня 1933 федеральний окружний суддя Джон М. Вулсі ухвалив, що книга не повинна вважатися порнографічною. Стюарт Гілберт назвав це рішення «епохальним». Другий окружний апеляційний суд підтвердив рішення в 1934 році. Так США стали першою англомовною країною, де книга стала перебувати у вільному доступі. В Ірландії «Улісс» не перебував під забороною, але й не видавався офіційно через прогалину в законах.

## Видання українською
- (уривки) Джеймс Джойс. Улісс. Переклад з англійської О. Терех за ред. Г. П Кочура // «Всесвіт» (Київ). — 1966. — № 5. — с. 113—141 — (перекладено розділи 4, 6, 13 і 18 розділів)
- (уривки) Джеймс Джойс. Улісс. Переклад з англійської Андронік Анатолій Васильович. № 5 Газета «Зарубіжна література»
- Джеймс Джойс. Улісс. Переклад з англійської О. Терех та О. Мокровольський. Київ: Видавництво Жупанського. — 2015 рік. — 736 с. ISBN 978-966-235-56-11[19][20]
- Джеймс Джойс. Улісс. Переклад з англійської О. Терех та О. Мокровольський. Друге видання. Київ: Видавництво Жупанського. — 2018 рік — 760 с. (з новою передмовою).